# Glaukom
Glaukom je skupina bolesti vidnog živca koja dovodi do gubitka i oštećenja stanica mrežničkih ganglija, glavnog uzroka neuropatije. Povišeni intraokularni tlak (tlak iznad 22 mmHg) važan je faktor rizika za razvoj glaukoma. Neke osobe oštećenja živaca razvijaju pri vrlo niskom očnom tlaku, dok druge povišeni očni tlak imaju godinama, a da pritom ne dolazi do oštećenja. Neliječenje glaukoma može dovesti do trajnog oštećenja optičkog živca što će rezultirati gubitkom vidnog polja i na posljetku sljepoćom.
Glaukom se može ugrubo podijeliti u dvije kategorije: kronični i akutni glaukom.
- Akutni glaukom nastupa naglo i često je popraćen brojnim bolnim nuspojavama, brzo se može dijagnosticirati, a oštećenje i gubitak vida također može nastupiti vrlo naglo.
- Kronični glaukom napreduje sporo, tako da oboljela osoba primijeti simptome tek kad je bolest znatno uznapredovala.

Glaukom je poznat i pod nazivom zmija-kradljivac vida jer se gubitak vidnog polja zbiva postupno tijekom duljeg perioda i često se prepoznaje tek u uznapredovalom stadiju. Ako je već nastalo oštećenje vida i vidnog polja, te promjene su u pravilu nepopravljive. Glaukom se diljem svijeta drži po učestalosti drugim uzročnikom sljepoće. Bolest pogađa približno jednu od 500 osoba mlađih od 50 i starijih od 80 godina.

## Znakovi i simptomi
Oboljeli često nemaju nikakvih subjektivnih simptoma koji bi upućivali na galukom, pa je odlazak na redovite oftalmološke preglede na kojima se mjeri intraokularni tlak od izrazite važnosti. Periferni ispadi vidnog polja i gubitak kontrastne osjetljivosti mogu ukazivati na zahvaćenost sloja stanica vidnog živca. Ispitivanje vidnog polja (perimetrija) i ispitivanje kontrasne osjetljivosti služe za određivanje stupnja oštećenja vida. Simptomi koji upućuju na glaukom su bol unutar ili iza očne jabučice, glavobolja, osjetljivost očne jabučice na pritisak, suzenje, neodređena nelagoda u očima.

## Etiologija
Jedan je od najznačajnijih rizičnih faktora kod većine glaukoma povišeni očni tlak. Međutim, u nekim populacijama samo 50% oboljelih od primarnog glaukoma otvorenog kuta istodobno zapravo ima i povišeni očni tlak.
Osobe afričkog porijekla imaju 3 puta veću vjerojatnost da razviju primarni glaukom otvorenog kuta. Starost, stanjenost rožnice i miopija također predstavljaju faktore rizika za oboljenje. Osobama koje u svojoj obiteljskoj anamnezi imaju oboljelog člana je vjerojatnost za razvoj glaukoma za 6% viša nego ostatku populacije.
Mnogi pripadnici azijske kulture, kao što su Mongoli, Kinezi, Japanci i Vijetnamci su zbog plitkog prednjeg položaja oka unutar komore i topologije očnog kuta također svrstani u rizičnu skupinu za razvoj glaukoma.
Inuiti imaju 20-40% veću vjerojatnost da tijekom života razviju glaukom primarnog kuta. Žene su zbog pliće prednje komore 3 puta sklonije obolijevanju od akutnog glaukoma od muškaraca.
Drugi rizični uzročnici sekundarnog glaukoma su: dugoročna upotreba steroida, uvjeti u kojima je ometena uredna cirkulacija krvi u oku (kao što su teška dijabetička retinopatija i centralna retinalna venska okluzija (neovaskularni glaukom), trauma oka (glakom zbog recesije komornog kuta) i uveitis (uveitički glaukom).
Otkriveno je da je primarni glaukom otvorenog kuta povezan s mutacijama na više genskih lokusa.
Postoji velik broj dokaza da je očni tlak uključen u patogenezu glaukoma. Trenutni dokazi ukazuju na to da su u glaukomatoznoj optičkoj neuropatiji fluktuacije u protoku krvi mnogo štetnije od reduciranja protoka krvi. Nestabilan krvni tlak povezuje se s oštećenjem vidnog živca, pa susljedno i s propadanjem vidnog polja.
Velik broj studija pokazao je da postoji (ne nužno kauzalna) povezanost između glaukoma i  povišenog krvnog tlaka. Kod normotenzivnog glaukoma noćna hipotenzija možda ima glavnu ulogu.
Ne postoji siguran dokaz da nedostatak vitamina uzrokuje glaukom kod ljudi, kao ni da je oralno nadomještanje vitamina korisno u njegovu liječenju.
Različite rijetke kongenitalne/genetske malformacije oka su također povezane s razvojem glaukoma. Povremeno, pogreška u trećem trimestru gestacije, atrofiji hyaloidnog kanala i tunice vasculose lentis je udružena i s drugim anomalijama. Topologija kuta uzrokovana očnom hipertenzijom i glaukomatoznom neuropatijom može se javiti s ovim anomalijama što se pokazalo na uzorku miševa na kojima se provodio eksperiment.
Preporuka je u slučaju sumnje u neki od rizičnih faktora za razvoj glaukoma najmanje jednom godišnje otići na pregled očne pozadine kroz proširene zjenice.

## Patofiziologija
Intraokularni tlak stvara očna vodica koju izlučuje cilijarno tijelo, a drenira se putem trabekularne mreže. Očna vodica teče od cilijarnog tijela u stražnju očnu komoru i tada joj stražnju stijenku čine leća i zonullae ciliares, a prednju stijenku šarenica. Očna vodica zatim kroz zijenicu utječe u prednju očnu komoru i tada joj stražnju stijenku čini šarenica, a prednju rožnica. Od tog mjesta trabekularni sustav preko Schlemmovog kanala drenira očnu vodicu u skleralni splet, a zatim dalje u krvni optok. Kod glaukoma je otežan upravo protok očne vodice kroz trabekularnu mrežu, pa je šarenica zbog njenog zadržavanja potisnuta prema naprijed i priječi daljnji protok.
Veza između glaukomatozne optičke neuropatije s očnom hipertenzijom izazvala je nastanak mnogih hipoteza i studija na antomskim srukturama, očnom razvitku, traumatskom pritisku živca, irigaciji optičkog živca, stimulacijskim neurotransmiterima, trofičkim faktorima, degeneraciji mrežničkog ganglija, potporne stanice,imuni procesi i procesi uzrokovani starenjem koji zajedno djeluju na gubitak i oštečenje neurona (živčanih stanica).

## Dijagnoza
U nalazu vidnog polja kod glaukoma karakterističan je glaukomski defekt koji smješten nazalno i prema horizontalnom meridijanu. Klinički se može manfestirati kao skotom najčešće lučnog oblika. Pregled vidnog živca prilikom kojeg je omjer promjera ekskavacije i promjera diska (C/D) veći od 0,6 ili je razlika u C/D omjeru između dva oka veća od 0,2 budi sumnju na glaukomsko oštečenje vidnog živca. Ispitivanje za glaukom uključuje i mjerenja intraokularnog tlaka tonometrijom i pregled veličine i oblika oka. 
Uočavanje glaukoma najčešće se zbiva pri standardnom pregledu očiju koju vrši oftalmolog ili optometrist. Dijagnostika galukoma uključuje mjerenje očnog tlaka tonometrom, uočavanje promjena u veličini i obliku oka, ispitivanje kuta prednje očne komore gonioskopom, ispitivanje vidnog živca kako bi se uočila moguća vidljiva oštećenja samog živca te ispitivanje vidnog polja.
Retinalno živčano optičko vlakno može se pregledati statističkim slikovnim metodama kao što su optička koherentna tomografija (OCT), skeniranje plarimetrijskim laserom (GDx), i/ili skenerski laser oftalomskopi ili Heideelberg retinalna tomografija (HRT3). Zbog osjetljivosti nekih od metoda tonometrije, za mjerenje debljine rožnice, metodu kao što je Goldmannova tonometrija liječnik često upotpunjava pahimetrijom. Rožnica tanja od prosjeka može lažno uputiti na prisutnost glaukoma, a rjeđa od prosjeka može stvoriti lažno negativan nalaz. Frekvencija dvostruke iluzije uz frekvenciju perimetra dvostruke tehnologije (FDT) može se također koristiti u detekciji glaukoma. Prilikom pregleda se u obzir uobičajeno uzima spol, rasa, nasljedne bolesti i obiteljska povijest, korištenje droga i refrakcija.
Ciljevi suvremenog sustava liječenja glaukoma jest smanjivanje štete prouzrokovane njegovim nastankom te bolje očuvanje vidnog polja, kao i postizanje potpune životne kvalitete pacijenata s minimalnim sporednim efektima. Potonje zahtijeva odgovarajuću dijagnostičku tehnologiju i razumnu selekciju tretmana za pojedinog pacijenta.
Vaskularni protok i neurodegernativne teorije glaukoma omogućile su provođenje mnogih studija koje se bave ispitivanjem različitih terapeutskih strategija uključujući i ispitivanje utjecaja prehrane na glaukom od kojih su se neke pokazale kao korisne i primjenjive u klničkom liječenju, dok se druge još testiraju. 
Unutarnji očni tlak može se smanjiti korištenjem medikamenata, najčešće onih koji se ukapljuju u oko. Postoji nekoliko različitih kategorija lijekova za liječenje glaukoma s nekoliko različitih lijekova unutar tih kategorija.

## Klasifikacija

### Jednostavna didaktička klasifikacija
Veoma je pojednostavljena kako bi se studentima i laicima olakšalo razumijevanje materije.
Primarni glaukom je bolest oka bez pridruženih bolesti, dok sekundarni nastaje kao komplikacija bolesnog stanja oka.
- Primarni glaukom otvorenog kuta
- Sekundarni glaukom otvorenog kuta
- Primarni glaukom zatvorenog kuta
- Sekundarni glaukom zatvorenog kuta
- Razvojni ili kongenitalni glaukom

### MKB-10
Ova se klasifikacija koristi u svakodnevnom kliničkom radu.

#### Primarni glaukom i njegove varijante (H40.1-H40.2)
- Primarni glaukom
  - Primarni glaukom otvorenog kuta, poznat i kao kronični glaukom otvorenog kuta,  jednostavni kronični glaukom, glaucoma simplex
  - Normatenzivni glaukom
  - Primarni glaukom uskog kuta, poznat još i kao: primarni glaukom zatvorenog kuta, glaukom uskog kuta, glaukom s pupilarnim blokom, akutni kongestivni glaukom
    - Akutni glaukom zatvorenog kuta
    - Kronični glaukom zatvorenog kuta
    - Intermitentni glaukom zatvorenog kuta
    - Glaukomi nastali kombiniranim mehanizmina (rijedak)

- Varijante primarnog glaukoma
  - Pigmentarni glaukom
  - Eksfolijativni glaukom, naziva se još i pseudoeksfolijativni glaukom ili kapsularni glaukom

#### Razvojni glaukom (Q15.0)
- Razvojni glaukom
  - Primarni kongenitalni glaukom
  - Infantilni glaukom
  - Glaukom povezan s obiteljskim bolestima

#### Sekundarni glaukom (H40.3-H40.6)
- Sekundarni glaukom
  - Inflamatorni glaukom
    - Svi tipovi uveitisa
    - Fuchsov eterohromni iridociklitis
- Fakogeni glaukom
  - Glaukom zatvorenog kuta s razvijenom kataraktom
  - Fakoanafilaktički glaukom (ruptura kapsule leće)
  - Fakolitički glaukom
  - Subluksacija leće
- Glaukom zbog intraokularnog krvarenja
  - Hifema
  - Hemolitički glaukom, eritroklastički glaukom
- Traumatski glaukom
  - Glaukom zbog recesije komornog kuta
  - Postoperativni glaukom
    - Afakički pupilarni blok
    - Glaukom zbog cilijarne blokade
- Neovaskularni glaukom
- Glaukom induciran lijekovima
  - Glaukom induciran kortikosteroidima
  - Alfa-kimotripsinski glaukom. Postoperativna očna hipertenzija zbog uporabe alfa-kimotripsina
- Glaukom miješanog porijekla
  - Udružen s intraokularnim tumorima
  - Udružen s oštećenjima retine
  - Sekundarni zbog ozbiljnih kemijskih opekotina oka
  - Udružen s esencijalnom atrofijom irisa
  - Toksični glaukom

#### Apsolutni glaukom (H44.5)
- Apsolutni glaukom

## Liječenje
Konzervativno liječenje glaukoma svodi se na snižavanje očnog tlaka kao vodećeg rizičnog faktora nastanka oštečenja živca različitim lijekovima kao što su: beta blokatori, adrenergični agonisti, inhibitori karboanhidraze, kolinergični agonisti i prostaglandini.
Glaukom se također može liječiti kirurški i laserom.

### Lijekovi
Svaki od ovih lijekova može izazvati lokalne i sustavne sporedne efekte. Liječenje može biti zbunjujuće i skupo: ako se pojave sporedni efekti, pacijent treba biti voljan da ih tolerira, ili u dogovoru s liječnikom koji provodi tretman poboljšati režim terapije. Inicijalno, primjena terapije može započeti na jednom ili na oba oka.
Slaba suradnja s liječnicima i neredovito posjećivanje su jedan od glavnih razloga gubitka vida kod pacijenata s glaukomom. Edukacija pacijenata i komunikacija treba biti neprestana kako bi tretman bio uspješan i kako se nebi vratili simptomi bolesti.
Mogućnost neuroprotetktivnog efekta različitih topikalnih i sustavnih lijekova također se istražuju.
Najčešće korišteni lijekovi su:
- Prostaglandin analozi kao što je latanoprost (Xalatan), bimatoprost (Lumigan) i travoprost (Travatan) povećavaju protok.
- Topikalni beta-adrenergični receptor antagonisti kao što je timolol, levobunolol (Betagan), i betaxolol smanjuju produkciju sobne vodice.
- Alfa-adrenergični agonisti kao brimonidine (Alphagan) imaju dvojno djelovanje, smanjuju produkciju sobne vodice i povećavaju protok.
- Manje selektivni simpatomimetici kao epinefrin i dipivefrin (Propine) povećavaju protok vodice najvjerojatnije preko beta2-agonista.
- Miotici (parasimpatomimetici), npr. pilokarpin, izazivaju miozu i pojaćavaju drenažu sobne vodice.
- Inhibitori karboanhidraze, kao dorzolamid (Trusopt), brinzolamid (Azopt), acetazolamid (Diamox), smanjuju stvaranje sobne vodice mehanizmom inhibicije encima karboanhidraze u cilijarnim nastavcima.
- Fizostigmin se također koristi u liječenju glaukoma, kao i kod zastoja u probavi.

### Kirurško liječenje
Trenutno su u upotrebi za liječenje glaukoma i klasični kirurški pristup i laserska kirurgija. Osobe s prirođenim glaukomom se primarno liječe kirurški. Općenito su takve operacije samo privremeno rješenje iz razloga što još ne postoji postupak ili lijek koji može izliječiti glaukom.

#### Kanaloplastika
Kanaloplastika je neinvazivna metoda koja se osniva na korištenju mikrokatetera. Pri izvođenju kanaloplastike učini se maleni rez na oku da bi se dobio pristup do Schlemm-ovog kanala. Mikrokateter okružuje kanal oko šarenice povećavajući tako glavni odvodni kanal i njegove manje pritoke pomoću ubrizgavanja sterilnog želatinoznog materijala koji se naziva viscoelastic. Kateter se tada vadi a rez se zatvara šavom. Otvaranjem tog kanala može se smanjiti očni tlak, iako razlog još nije poznat, jer se otpor prema protoku tekućine kroz Schlemm-ov kanal ne razlikuje bitno između zdravog oka i onog s glaukomom. Podatci iz dugoročnih istraživanja još nisu poznati.

#### Laserska kirurgija
Laserska trabekuloplastika se koristi za liječenje glaukoma otvorenog kuta. Predstavlja privremeno rješenje koje ne donosi izlječenje. Zraka argonskog lasera promjera 50 μm se usmjeri u trabekulum i uzrokuje nastanak prolaza kroz vezivo koji omogućuje pojačano istjecanje očne vodice. Po pojedinom zahvatu se laserom tretira pola očnog kuta. U tradicionalnoj laserskoj trabekuloplastici se koristi termalni aragonski laser. Procedura se naziva Aragonska Laserska Trabekuloplastika, odnosno ALT. Postoji i noviji postupak koji koristi „hladni” (ne-toplinski) laser da bi se stimulirala drenaža kroz trabekulum. Ovaj postupak se zove Selektivna Laserska Trabekuloplastika (SLT) i koristi 532 nm Q-switched Nd:YAG laser dvostruke frekvencije za selektivno ciljanje melaninskog pigmenta u trabekulumu. Istraživanja su pokazala da je učinkovitost ALT i SLT postupaka u snižavanju očnog tlaka podjednaka. Ipak, prednost SLT-a je što se on može ponoviti tri do četiri puta, dok se ALT može izvesti samo jednom.

#### Nd:YAG laserska periferna iridotomija
Može se koristiti u pacijenata u kojih se sumnja, odnosno koji boluju od glaukoma zatvorenog kuta ili sindroma disperzije pigmenta. Tijekom ovog postupka laserska se energija koristi da bi se napravili maleni otvori u šarenici. Kroz te otvore se izjednačava tlak ispred s onim iza šarenice te se na taj način sprečava abnormalno ispupčenje šarenice. Kod osoba s uskim kutom ovaj postupak može otkriti trabekulum. U nekim slučajevima intermitentnog ili kratkotrajnog zatvaranja kuta ovaj postupak može sniziti očni tlak. Laserska iridotomija smnjuje rizik od nastanka akutnog zatvaranja očnog kuta. U većini slučajeva također smanjuje rizik nastanka kroničnog zatvaranja očnog kuta, te adheziju šarenice na trabekulum.

#### Cikloablacija diodnim laserom
Može se također uzeti u obzir. Ovaj postupak smanjuje intraokularni (očni) tlak tako što smanjuje sekreciju očne tekućine uništavanjem sekretornog cilijarnog epitela.

#### Trabekulektomija
Najčešći konvencionalni zahvat koji se izvodi pri liječenju glaukoma. Kroz otvor na bjeloočnici koji se izrezuje djelomično u obliku preklopnice (zalistka) se odstrani dio trabekuluma. Zalistak se tada labavo prišije nazad na bjeloočnicu. Na taj način je omogućeno istjecanje tekućine iz oka što rezultira sa smanjenjem očnog tlaka i formiranjem fluidnog mjehurića ili bleba na površini oka. Može doći do ožiljkavanja zalistka pri čemu se njegova učinkovitost smanjuje ili nestaje. Ovaj ili slični zahvati se mogu više puta ponavljati.

#### Implanti za drenažu
Postoji nekoliko različitih implanata za drenažu. Među njima se nalaze originalni Molteno implant (1966), Baerveldt tube shunt ili implanti sa zaliscima kao Ahmedova glaukomska valvula ili ExPress Mini Shunt, te novija generacija pressure ridge Moltenovih usadaka. Ugrađuju se kod pacijenata koji ne reagiraju na maksimalnu terapiju lijekovima, a kod kojih se trabekulektomija pokazala neuspješnom. Cjevčica koja omogućuje protok se usadi u prednju očnu komoru, a pločica ispod konjuktive da bi se omogućilo istjecanje sobne vodice u tzv. filtracijski mjehurić ispod spojnice.
Kod prve generacije Molteno i ostalih nevalvularnih usadaka ponekad je potrebno podvezati cjevčicu dok se filtracijski mjehurić ne formira u potpunosti pomoću vezivnog tkiva da bi se izbjegao nagli pad očnog tlaka postoperativno. 
Valvularni implanti kao Ahmed glaucoma valve kontzoliraju postoperativnu hipotoniju pomoću mehaničkog zaliska.
Ponekad ožiljak koji nastaje preko konjuktivalnog dijela spoja može biti predebeo i onemogućiti istjecanje sobne vodice. Takve se komplikacije mogu razriješiti korištenjem lijekova poput 5-flourouracila, mitomycina-C (tijekom zahvata) koji sprječavaju fibrozaciju ili naknadnom operacijom. Ciklokrioterapija za ablaciju cilijarnog tijela se može uzeti u obzir kod glaukomatoznog bolnog slijepog oka i nekih drugih slučajeva glaukoma.

#### Veterinarski implanti
TR BioSurgical je komercijalizirao novi implant izrađen specijalno za veterinarsku medicinu, nazvan TR-ClarifiEYE. Sastoji se od novog biomaterijala, takozvanog STAR BioMaterial, koji sadrži silikon s porama istovjetne veličine što smanjuje fibrozu i poboljšava integraciju tkiva. Usadak ne sadrži zalistke i smješta se u potpunosti unutar očnih struktura. Do danas pokazao je dugotrajan uspjeh (>1 god.) prema pilot-studiji na psima s glaukomom koji se nije dao kontrolirati lijekovima.

## Epidemiologija
Osobe s obiteljskom povijesti glaukoma imaju 6 posto više šanse razviti bolest.
Afrikanci imaju tri puta veće šanse razviti primarni glaukom otvorenog kuta (i kao bolesnici slabije reagiraju na liječenje). 
Iako je povišeni očni tlak jedini važniji faktor rizika za glaukom, povišeni tlak ne znači nužno i bolest, iako je tako u većini slučajeva. Neke osobe s povišenim očnim tlakom nemaju promjene na živcu, dok neke osobe s normalnim i niskim vrijednostima očnog tlaka razviju glaukom. Starije osobe imaju veći rizik nastanka glaukoma, kao i oboljeli od diabetes mellitusa, hipotireoidizma i arterijske hipertenzije.

## Istraživanja
Navedeni su nazivi studija Američkog očnog nacionalnog instituta (kratica: NEI).

### Advanced glaucoma Intervention Study
Ovisno o rasi preporučuje različite metode liječenja.

### Early Manifest glaucoma Trial
Studija je ustvrdila da neposredno liječenje ljudi koji su u ranom stadiju glaukoma može obustaviti napredovanje ove bolesti. 

### Ocular Hypertension Treatment Study
Nalaz studije:

#### Blue Mountains Eye Study
The Blue Mountains Eye studija bila je prva studija provedena na većoj populaciji ljudi, ocjenjivanjem vizualnog ostećenja i zajedničkih bolesti oka reprezentativnog uzorka starijih Australaca. Utvrđeni su faktori rizika za glaukom, kao i za druge bolesti oka.

### Tvari koje se istražuju

#### Prirodni sastojci
Prirodni sastojci bitni za istraživanje o prevenciji i liječenju glaukoma uključuju: riblje ulje i omega-3 masne kiseline, plod borovnice, vitamin E, kanabinoide, karnitin, koenzim Q10, kurkurmin, plod vrste Salvia miltorrhiza, tamnu čokoladu, eritropoetin, folnu kiselinu, podove vrste Ginko biloba, plodove ginsenga, L-glutation, ekstrakt koštice grožđa, zeleni čaj, magnezij, melatonin, metilkobalamin, N-acetil-L-cistein, piknogenole, resveratrol, quercetin i kuhinjsku sol.

#### Kanabis
Istraživanja provedena tijekom sedamdesetih godina 20. stoljeća pokazala su da je uživanje marihuane učinkovit način snižavanja očnog tlaka. Nacionalni očni istitut SAD-a (eng. National Eye Institute) je u razdoblju od 1978. do 1984. godine podržavao istraživanja koja su trebala odrediti učinkovitost marihuane i njenih derivata u terapiji glaukoma. Ta su istraživanja pokazala da neki derivati marihuane snižuju očni tlak kada se primjene oralno, intravenski ili pušenjem. Kod lokalne primjene neposredno na oko isti je učinak izostao. Dokazano je da marihuana odnosno pojedine njene komponente mogu učinkovito i na siguran način snižavati očni tlak bolje od mnogih lijekova prisutnih na tržištu.

Godine 2003. Američka oftalmološka akademija objavila je službenu izjavu u kojoj je navedeno: 
Međutim u istoj izjavi se navodi i kako marihuana nije imala značajno bolje rezultate od ostalih lijekova koji su u upotrebi:
Prvi pacijent s glaukomom koji je sudjelovao u programu američke vlade pod nazivom Compassionate Investigational New Drug Program se 1976. g. uspješno obranio od optužbi za uzgajanje marihuane jer je sud smatrao da je to učinio iz medicinskih potreba.

#### 5-HT2A
Periferno selektivni 5-HT2A agonisti kao što je derivat indazola AL-34662 trenutačno su u razvoju i pokazuju značajan potencijal u liječenju glaukoma.

## Vanjske poveznice
- Američko udruženje za glaukom

|  | Molimo pročitajte upozorenje o korištenju medicinskih informacija. Ne provodite liječenje bez savjetovanja s liječnikom! |